# Paesi dove sono vietate le bevande alcoliche
Questa è una lista di Paesi o territori non indipendenti che hanno o che hanno avuto in passato leggi contro le bevande alcoliche.

## Paesi dove sono vietate parzialmente o del tutto le bevande alcoliche
| Stato               | Note | Consumo alcol annuale (WHO 2010) |
| ------------------- | --- | -------------------------------- |
| Afghanistan         | La vendita di bevande alcoliche è vietata in tutti i locali pubblici afghani dal 1973. | 0,7 litri                        |
| Arabia Saudita      | In Arabia Saudita è in vigore la sharia, chi viene arrestato con dell'alcol viene condannato a un anno di carcere e a 360 frustate. | 0,2 litri                        |
| Bangladesh          | Il consumo di alcol è vietato a tutti i musulmani, è permesso invece ai non musulmani e alla popolazione delle Colline di Chittagong (Chittagong Hill Tracts) che sono a maggioranza buddista. | 0,2 litri                        |
| Brunei              | A Brunei è in vigore la sharia dal 2014 e chi viene trovato in possesso di alcol viene frustato. | 0,9 litri                        |
| Emirati Arabi Uniti | Negli Emirati Arabi Uniti è permesso il consumo di alcolici solo nei bar ai non musulmani in possesso di una speciale tessera rilasciata dal governo, mentre nell'emirato di Sharja è vietato l'acquisto, il possesso e il consumo di alcol. | 4,3 litri                        |
| India               | È vietato consumare alcol negli Stati del Kerala, Gujarat, Bihar, Nagaland, Manipur e nel territorio dell'Unione delle Laccadive (tranne nell'atollo disabitato di Bangaram dove è presente un bar e un cottage con 60 posti letto); nel resto del Paese è possibile berlo a determinate condizioni oppure è vietato in alcuni giorni detti "dry days".                                                                                                | 4,3 litri                        |
| Indonesia           | Nel territorio speciale di Aceh è in vigore la sharia ed è vietato importare, consumare, detenere e vendere qualunque tipo di bevanda alcolica, la pena sono trenta bastonate. nel resto del Paese dal 2015 è permessa la vendita di bevande alcoliche nei supermercati, negli hotel e nei punti di ristoro. | 0,6 litri                        |
| Iran                | In Iran è in vigore la sharia dalla Rivoluzione iraniana (precedentemente il consumo di alcol era legale, sotto la dinastia Pahlavi) ed è vietato importare, consumare, detenere e vendere qualunque tipo di bevanda alcolica. | 1 litro                          |
| Iraq                | In Iraq è in vigore la sharia e dal 2016 è vietato importare, consumare, detenere e vendere qualunque tipo di bevanda alcolica, la pena per la violazione è una multa di 25 milioni di dinari (circa 17.500 euro). La legge non è in vigore nel Kurdistan iracheno. | 0,5 litri                        |
| Kuwait              | In Kuwait sono illegali le bevande alcoliche dal 1964. | 0,1 litri                        |
| Libia               | In Libia è vietato importare, consumare, detenere e vendere qualunque tipo di bevanda alcolica ma è disponibile nel mercato nero Nel 2013 le bevande alcoliche di produzione casalinga hanno provocato a Tripoli più di 380 intossicati e 51 vittime. | 0,1 litri                        |
| Maldive             | Alle Maldive è in vigore la sharia, quindi è vietato importare, consumare, detenere e vendere qualunque tipo di bevanda alcolica, l'unico posto dove è consentito è all'Hulhule Island Hotel nell'isola di Hulhulé dove si trova l'unico aeroporto; nonostante questo sono disponibili alcolici nei resort turistici. | 1,2 litri                        |
| Mauritania          | In Mauritania è vietato importare, consumare, detenere e vendere qualunque tipo di bevanda alcolica. | 0,1 litri                        |
| Pakistan            | Non è consentito bere ai non musulmani, chi viene arrestato in possesso di bevande alcoliche può essere condannato a 80 frustate, le bevande alcoliche prodotte nel Paese vengono solo esportate. Dal 2015 il governo ha lasciato licenze limitate ad alcuni "wine shop". | 0,1 litri                        |
| Sudan               | Dal luglio 2020 è consentito ai cittadini non musulmani il consumo di alcool. | 2,7 litri                        |
| Somalia             | L'alcol è vietato dalla caduta del regime di Mohammed Siad Barre ed era prodotto il rum introdotto dagli italiani, tuttora continua la produzione nel mercato nero nonostante la sharia e la guerra civile in corso dal 1991. | 0,5 litri                        |
| Yemen               | L'alcol è praticamente vietato dall'unificazione di Yemen del Nord e Yemen del Sud nel 1990. Prima dell'unificazione era in funzione ad Aden l'unico birrificio della penisola arabica, il National Brewing Company che produceva la birra Seera, il birrificio venne distrutto nel 1994 dalle truppe dell'ex Yemen del Nord e da allora non venne più ricostruito, oggi sono disponibili alcolici legalmente nei due Sheraton Hotel di Sana'a e Aden. | 0,3 litri                        |

## Paesi o territori dove erano vietate le bevande alcoliche
| Stato o Territorio             | Note | Anni divieto                       |
| ------------------------------ | --- | ---------------------------------- |
| Canada                         | Tra il 1907 e il 1917 quasi tutte le province canadesi proibiscono a vari livelli l'alcol, dopo esser stato vietato per un breve periodo a livello nazionale dal 1918 al 1920 ogni provincia seguì la propria regolamentazione sull'alcol, nel 1927 venne legalizzato l'alcol in Ontario ma solo nel 1948 nell'Isola del Principe Edoardo. All'epoca era escluso il Dominion di Terranova che entrò a far parte del Canada nel 1949 come provincia di Terranova e Labrador. | A vari livelli tra 1907 e il 1948. |
| Finlandia                      | L'alcol venne vietato poco dopo l'indipendenza dall'Impero russo nel 1919, un referendum nel 1931 rese di nuovo legale l'alcol a partire dal 5 aprile 1932, il proibizionismo finlandese è detto Kieltolaki ("Divieto"). | 1919-1932                          |
| Fær Øer ( Danimarca)           | L'alcol venne vietato con un referendum nel 1907, un primo tentativo di renderlo legale venne bocciato con un referendum nel 1973; la vendita, la produzione e il consumo di alcol vennero infine legalizzati nel 1992. | 1907-1992                          |
| Russia / Unione Sovietica      | Il 31 luglio 1914 lo zar Nicola II vietò l'alcol nell'Impero russo dovuto alla mobilitazione in occasione della prima guerra mondiale, il divieto dell'alcol venne mantenuto nella Repubblica russa e dai bolscevichi guidati da Lenin dopo la Rivoluzione russa fino al 1923. | 1914-1923                          |
| Islanda ( Danimarca)           | Durante il dominio danese venne votata nel 1908 una legge per la proibizione dell'alcol che entrò in vigore solo nel 1915, la produzione, la vendita e il consumo di liquori fu reso di nuovo legale nel 1935, mentre la birra divenne legale solo il 1º marzo 1989 nel giorno che è detto Bjordagur (Giorno della Birra), tra il 1935 e il 1989 la vendita di alcolici era permessa solo nei Vínbúðin (Negozi del vino) di proprietà governativa.                          | 1915-1935                          |
| Norvegia                       | L'alcol venne vietato nel 1916 e confermato con alcuni referendum nel 1919, l'alcol esclusi i liquori furono vietati fino al 1923, nel 1926 si svolse un referendum sul proibizionismo nei confronti dei liquori, il referendum fallì e i liquori divennero legali a partire dal 1927. | 1916-1927                          |
| Repubblica Sovietica Ungherese | La Repubblica Sovietica Ungherese guidata da Sándor Garbai e Béla Kun vietò l'alcol per tutta la sua breve durata fino all'occupazione romena. | 21 marzo-1º agosto 1919            |
| Stati Uniti                    | Lo stesso argomento in dettaglio: Proibizionismo negli Stati Uniti d'America . | 1920-1933                          |